# Radosław Zmitrowicz
Radosław Zmitrowicz O.M.I. (Gdańsk, Polónia, 2 de setembro de 1962) é um presbítero polaco, atual bispo auxiliar de Kamyanets-Podilskyi, Ucrânia.

## Biografia
Em 1981, iniciou o noviciado na congregação dos Missionários Oblatos de Maria Imaculada em Łysa Góra e professou os votos perpétuos a 21 de maio de 1987. Foi ordenado presbítero a 17 de junho de 1989 e exercendo o seu ministério em Poznań. Posteriormente leccionou no Seminário Menor da congregação dos Missionários Oblatos de Maria Imaculada em Markowice, Strzelno.
Em 1997 foi enviado para a missão pastoral no Turquemenistão onde ficou até 2000. Nesse ano foi transferido para a Delegação dos Missionários Oblatos de Maria Imaculada na Ucrânia, onde também exerceu o seu ministério em diversas paróquias. Desde 2006 é o superior da delegação e a 15 de maio de 2012 foi confirmado para o seu terceiro mandato consecutivo.
Em 29 de novembro de 2012, foi nomeado pelo Papa Bento XVI como Bispo Auxiliar da Diocese de Kamyanets-Podilskyi e Bispo Titular de Gypsaria. Em 9 de fevereiro de 2013, foi consagrado bispo por Maksymilian Leonid Dubrawski, bispo de Kamianets-Podilskyi; Mieczysław Mokrzycki, Arcebispo de Lviv, e Jan Niemiec, Bispo Auxiliar de Kamianets-Podilskyi, serviram como co-consagradores.